# モーリス・ノゲ
モーリス・ノゲ（Maurice Noguès、1889年10月31日 - 1934年1月15日）はフランスの民間航空のパイオニアである。
レンヌに生まれた。ファルマン機を購入し、飛行を学び1910年1月飛行ライセンスを得た。1914年から軍務についた後、1922年から民間航空会社CIDNA（Compagnie internationale de navigation aérienne、1933年に統合されてエール・フランスになる会社のひとつ）で働いた。1923年にパリとスタラスブール間の夜間飛行を行い、1930年3月にはマルセイユからベトナムのサイゴンまでの10日間で12,000 kmの飛行を行い、1931年にはフランス飛行クラブ大賞（Grande Médaille de l'Aéro-Club de France ）を受賞した。1933年にエール・フランスが設立されると副支配人となった。
1934年1月15日、悪天候のなかフランスのCorbignyに墜落した ドボワチン D.332旅客機（L'Émeraude号）の事故で死亡した。